# وایترسوایلر
وایترسوایلر (به آلمانی: Weitersweiler) یک شهر در آلمان است که در دنرسبرگکرایس واقع شده‌است. وایترسوایلر ۵۰۵ نفر جمعیت دارد.